# إندغون حمصي الشكل
إندغون حمصي الشكل (الاسم العلمي:Endogone pisiformis) هو نوع من الفطريات يتبع جنس الإندغون من الفصيلة الإندغونية.